# GeForce 40
GeForce 40 — сімейство графічних процесорів, розроблених Nvidia. Серія була анонсована 20 вересня 2022 . Відеокарти серії побудовані на мікроархітектурі Ada Lovelace.

## Історія
20 вересня 2022 року на презентації GPU Technology Conference (GTC) 2022 виконавчий директор компанії NVIDIA - Дженсен Хуанг, анонсував архітектуру Ada Lovelace та перші продукти на її основі - GeForce RTX 4090 та дві GeForce RTX 4080. Рекомендована ціна відеокарт 1599, 1199 та 899 доларів США відповідно. Також було представлено нову версію технології розумного згладжування DLSS 3.0 і RTX Remix, призначену для модернізації графіки  .
14 жовтня 2022 року компанія NVIDIA "деанонсувала" відеокарту GeForce RTX 4080 12GB у зв'язку з плутаниною в назві. Також була заявлена дата виходу GeForce RTX 4080 16GB – 16 листопада 2022 року. 
10 листопада 2022 року NVIDIA анонсувала відеокарту GeForce RTX 4070 Ti, якою стала перейменована GeForce RTX 4080 12GB. Дата показу — 3 січня 2023 року, поява на ринку призначена на 5 січня 2023 року.

## Архітектура
АСеред вдосконаленнь архітектури Ada Lovelace  :
- Ядра CUDA 9.x [6]
- Техпроцес TSMC N4
- Тензорні ядра четвертого покоління з FP8, FP16, bfloat16, TensorFloat-32 (TF32)
- Ядра трасування променів третього покоління
- NVENC з апаратною підтримкою AV1
- Нове покоління прискорювача оптичного потоку для допомоги DLSS 3.0 у створенні кадрів на основі штучного інтелекту
- Всі карти оснащені відеопам'яттю GDDR6X

## Характеристики

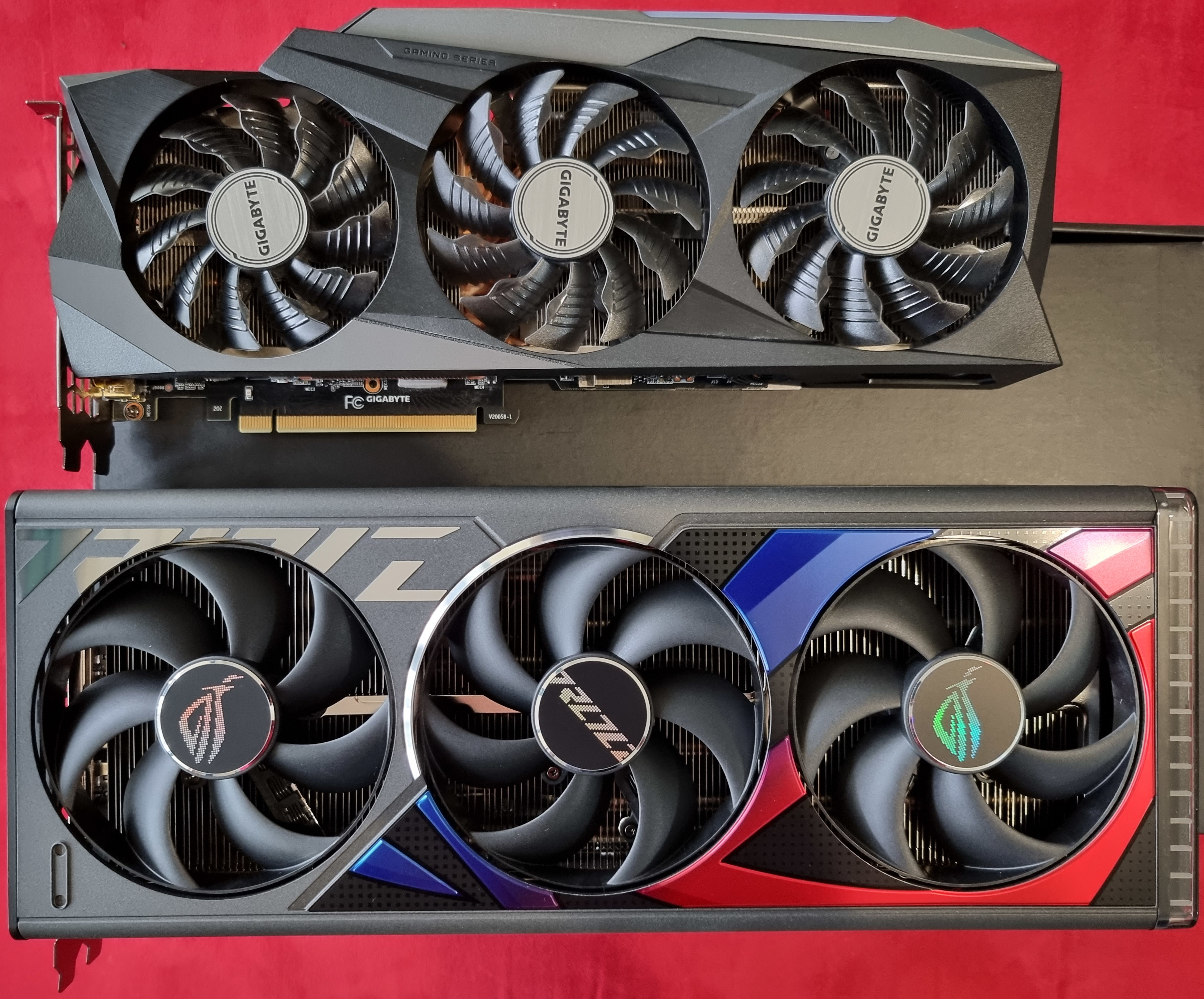
Модель AIB RTX 4090 (Asus ROG Strix) унизу, поруч із RTX 3090 (Gigabyte Gaming OC) для порівняння розмірів відеокарти

| Модель                                         | RTX 4070 Ti                                       | RTX 4080                                          | RTX 4090                                          |
| ---------------------------------------------- | ------------------------------------------------- | ------------------------------------------------- | ------------------------------------------------- |
| Дата виходу                                    | 05.01.2023                                        | 16.11.2022                                        | 12.10.2022                                        |
| GPU                                            | AD104                                             | AD103                                             | AD102                                             |
| Технологічний процес виготовлення              | TSMC N4                                           | TSMC N4                                           | TSMC N4                                           |
| Площа кристала, мм²                            | 294.5                                             | 378.6                                             | 608.4                                             |
| Кількість транзисторів, млрд                   | 35.8                                              | 45.9                                              | 76.3                                              |
| Кількість скалярнрих процесорів (ядер CUDA)    | 7680                                              | 9728                                              | 16384                                             |
| Кількість тензорних ядер                       | 240                                               | 304                                               | 512                                               |
| Кількість RT ядер                              | 60                                                | 76                                                | 128                                               |
| Кількість кластерів обробки графіки (GPC)      |                                                   |                                                   |                                                   |
| Кількість блоків мультипроцесорів (SM)         | 60                                                | 76                                                | 128                                               |
| Кількість текстурних блоків (TMU)              | 240                                               | 304                                               | 512                                               |
| Кількість блоків розтеризації (ROP)            | 80                                                | 112                                               | 176                                               |
| Заповнення сцени, млрд пікс/с                  | 184.8                                             | 247.5                                             | 392.5                                             |
| Заповнення сцени, млрд текс/с                  | 554.4                                             | 671.8                                             | 1141.8                                            |
| Об'єм кешу L2, МБ                              | 48                                                | 64                                                | 96                                                |
| Розрядність шини відеопам'яті, біт             | 192                                               | 256                                               | 384                                               |
| Стандарт відеопам'яті                          | GDDR6X                                            | GDDR6X                                            | GDDR6X                                            |
| Об'єм відеопам'яті, ГБ                         | 12                                                | 16                                                | 24                                                |
| Пропускна спроможність шини пам'яті, ГБ/с      | 504                                               | 720                                               | 1008                                              |
| Інтерфейс                                      | PCI Express 4.0 x16                               | PCI Express 4.0 x16                               | PCI Express 4.0 x16                               |
| Енергоспоживання, Вт                           | 285                                               | 320                                               | 450                                               |
| Частота ядра, МГц                              | 2310                                              | 2210                                              | 2230                                              |
| Частота в режимі Turbo Boost, МГц              | 2610                                              | 2510                                              | 2520                                              |
| Реальна (номінальна) частота відеопам'яті, МГц | 1313(21000)                                       | 1437(23000)                                       | 1313(21000)                                       |
| Продуктивність FP32, TFLOPS                    | 35.4                                              | 42.9                                              | 73.0                                              |
| Продуктивність FP64, TFLOPS                    | 0.55                                              | 0.67                                              | 1.14                                              |
| Продуктивність FP16, TFLOPS                    | 35.4                                              | 42.9                                              | 73.0                                              |
| Продуктивність тензорних ядер FP16, TFLOPS     |                                                   |                                                   |                                                   |
| Продуктивність тензорних ядер INT8/INT4, TOPS  | 160.4/320.8                                       | 194.9/389.8                                       | 330.3/660.6                                       |
| Продуктивність RT ядер, Giga Rays/s            |                                                   |                                                   |                                                   |
| Трасування променів, Tera RTX-OPS/s            |                                                   |                                                   |                                                   |
| Підтримка версії API                           | Direct3D 12_2, OpenGL 4.6, Vulkan 1.3, OpenCL 3.0 | Direct3D 12_2, OpenGL 4.6, Vulkan 1.3, OpenCL 3.0 | Direct3D 12_2, OpenGL 4.6, Vulkan 1.3, OpenCL 3.0 |
| Підтримка версії Shader Model                  | Shader Model 6.5                                  | Shader Model 6.5                                  | Shader Model 6.5                                  |